# Dolerus ferrugatus
Dolerus ferrugatus är en stekelart som beskrevs av Audinet-serville 1823. Dolerus ferrugatus ingår i släktet Dolerus, och familjen bladsteklar. Arten är reproducerande i Sverige.